# أحمد بن عبد الصمد الخزرجي
أحمد بن عبد الصمد بن أبي عبيدة الأنصاري الخزرجي القرطبي (ولد سنة 519 ه‍، وتوفي بفاس سنة 585 ه‍ أو 582 هـ/1186 م)، هو مفسر من أعلام القرن الخامس هجري سكن غرناطة مدة وبجاية أخرى ثم استوطن مدينة فاس. من أهم مصنفاته مقامع الصلبان، وآفاق الشموس وأعلاق النفوس، وإشراق الشموس.

## نسبه
هو أبو جعفر أحمد بن عبد الصمد بن أبي عبيدة محمد بن أحمد بن عبد الرحمن الأنصاري الخزرجي الساعدي،
ينتسب إلى سعد بن عبادة: صاحب رسول الله ﷺ.

## روايته
روى عن أبي بكر بن العربي وأبي جعفر بن عبد الرحمن البطروجي وأبي عبد الله جعفر حفيد مكي وأبي مسعود بن أبي الخصال وأبي القاسم ورد وغيرهم. روى عنه أبي الحسن بن عتيق وأبي سليمان وأبي محمد ابنا حوط الله.

## تصانيفه
وله تصانيف عديدة: ككتابه آفاق الشموس في الأقضية النبوية ومختصره إشراق الشموس وذكر أنه سماه آفاق الشموس وأعلاق النفوس وله: نفس الصباح في غريب القرآن وناسخه ومنسوخه وحسن المرتفق في بيان ما عليه المتفق فيما بعد الفجر وقبل الشفق وقصد السبيل في معرفة آيات الرسول صلى الله عليه وسلم ومقام المدرك في إفحام المشرك ومقامع هامات الصلبان ومراتع رياض الإيمان يرد به على بعض القسيسين بطليطلة وكان ذلك من أحفل ما ألف في معناه إلى غير ذلك من الأجوبة عن المسائل التي كانت ترد عليه.
وكان أبي القاسم بن بقي يكثر الثناء عليه ويقول بفضله. ولما قدم مدينة فاس التزم إسماع الحديث والتكلم على معانيه بجامع القرويين واستمر على ذلك صابراً محتسباً ونفع الله به خلقاً كثيراً وامتحن بالأسر سنة أربعين وخمسمائة ثم خُلص. وتوفي بفاس في سنة اثنتين وثمانين وخمسمائة ومولده سنة تسع عشرة وخمسمائة.
قال عنه الدكتور عبد الكبير العلوي المدغري: «فقد ألف هذا العالم الجليل فيما ألفه وكتبه من مؤلفات علمية قيمة كتابه هذا "نفس الصباح في غريب القرآن وناسخه ومنسوخه».